# Utzenaich
Utzenaich (Bairisch: Ùtznoa) ist eine Gemeinde in Oberösterreich im Bezirk Ried im Innkreis im Innviertel mit 1647 Einwohnern (Stand 1. Jänner 2024) etwa 7 km nördlich von Ried. Die Gemeinde liegt im Gerichtsbezirk Ried im Innkreis.

## Geografie
Utzenaich liegt auf 398 Meter Höhe im Innviertel. Die Ausdehnung beträgt von Nord nach Süd 6,1 und von West nach Ost 5,9 Kilometer. Die Gemeinde hat eine Fläche von 20,35 Quadratkilometer. Davon sind 80 Prozent landwirtschaftliche Nutzfläche, 10 Prozent sind bewaldet.

### Gemeindegliederung
Das Gemeindegebiet umfasst folgende Ortschaften (in Klammern Einwohnerzahl Stand 1. Jänner 2024):
- Aigen (15)
- Albertsedt (20)
- Antiesen (123)
- Dann (14)
- Dietarding (8)
- Dobl (16)
- Dulmading (43)
- Etting (4)
- Flöcklern (6)
- Gaisbach (11)
- Gunderpolling (257)
- Himmelreich (12)
- Murau (41)
- Rabenfurt (85)
- Reschenedt (8)
- Stelzham (18)
- Straß (21) samt Oberhaselberg
- Unterhaselberg (17)
- Utzenaich (755)
- Weilbolden (37)
- Wilhelming (51)
- Wimm (18)
- Windhag (39) samt Frein
- Wohlmuthen (15)
- Wolfstraß (13)

### Nachbargemeinden
| St. Martin    | Lambrechten                                 |                         |
|               | Kompassrose, die auf Nachbargemeinden zeigt | Taiskirchen im Innkreis |
| Aurolzmünster |                                             | Andrichsfurt            |

## Geschichte
1140 wird der Name Utzenaich zum ersten Mal urkundlich erwähnt. Verwaltet wurde der Ort vom altbayerisches Adelsgeschlecht  der Familien Tattenbach.
Seit Gründung des Herzogtums Bayern war Utzenaich bis 1779 bayrisch und kam nach dem Frieden von Teschen mit dem Innviertel (damals 'Innbaiern') kurz zu Österreich. Während der Napoleonischen Kriege wieder bayrisch, gehört der Ort nun seit 1814 zu Oberösterreich.
Nach dem Anschluss Österreichs an das Deutsche Reich am 13. März 1938 gehörte der Ort zum Gau Oberdonau. Nach 1945 erfolgte die Wiederherstellung Oberösterreichs.
Im Oktober 1944 wurde in einem Wirtshaus im Ortsteil Wilhelming ein „fremdvölkisches Kinderheim“ eingerichtet, in dem Kinder, die man ausländischen Zivilarbeiterinnen („Ostarbeiterinnen“) abgenommen hatte, untergebracht wurden. 34 von 60 Säuglingen starben bis zum 9. Mai 1945 an mangelhafter Versorgung und Unterernährung.

### Einwohnerentwicklung
1991 hatte die Gemeinde laut Volkszählung 1.385 Einwohner, 2001 dann 1.496 Einwohner. Zwar war die Wanderungsbilanz nur leicht positiv (+6), aber die Geburtenbilanz sehr hoch (+105). Da beide Bilanzen auch im nächsten Jahrzehnt positiv blieben, stieg die Bevölkerungszahl auf 1.536 Personen im Jahr 2011 an.

## Kultur und Sehenswürdigkeiten
- Schloss Utzenaich
- Edelsitz Murau

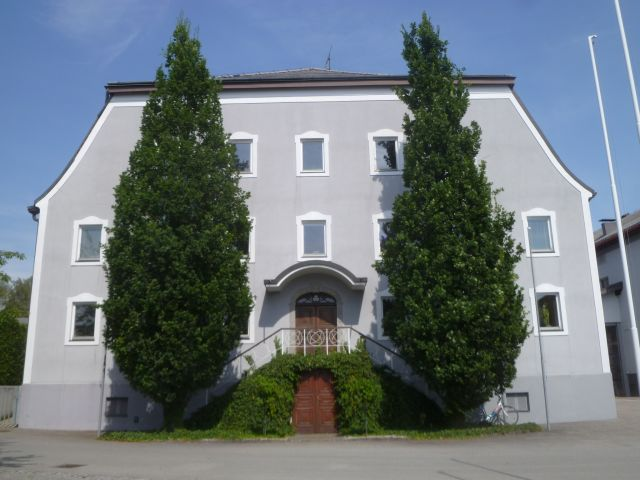
Schloss Utzenaich

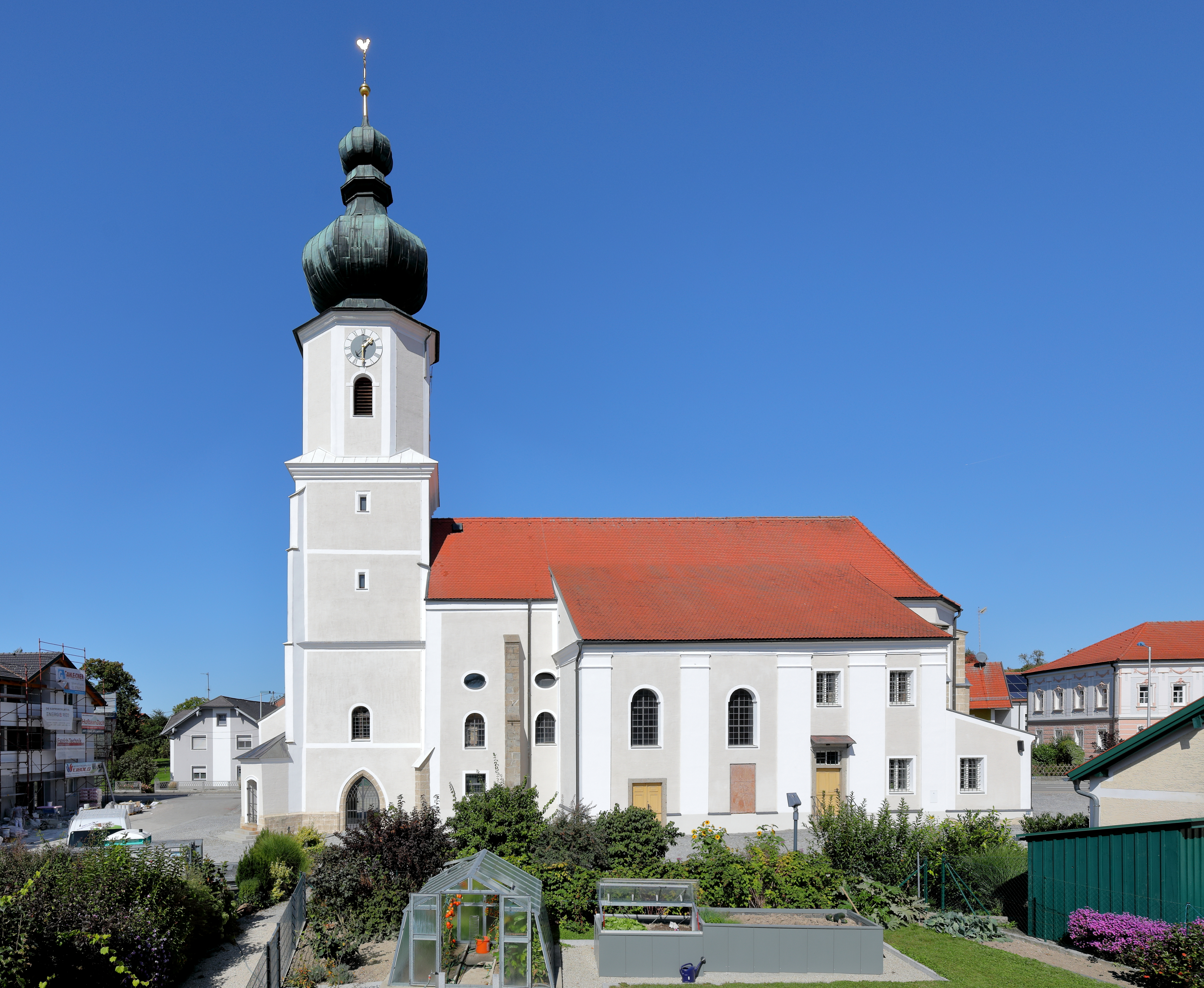
Pfarrkirche Utzenaich

- Katholische Pfarrkirche Utzenaich Mariä Himmelfahrt
- Denkmal für die verstorbenen Kinder des fremdvölkischen Kinderheimes[6]

## Wirtschaft und Infrastruktur
In Utzenaich arbeitet seit Mai 2009 die erste „Grüne Bioraffinerie“ Österreichs. In dieser Demonstrationsanlage wird Grassilage in seine Bestandteile aufgetrennt, um Milchsäure und Aminosäuren zu gewinnen. Aus den Rückständen wird Biogas gewonnen. Die Kapazität der Anlage beträgt eine Tonne Silage pro Stunde.

### Verkehr
Durch das Gemeindegebiet verläuft die Innkreis Autobahn A8 mit dem Rastplatz Murau.

## Politik
Der Gemeinderat hat 19 Mitglieder.

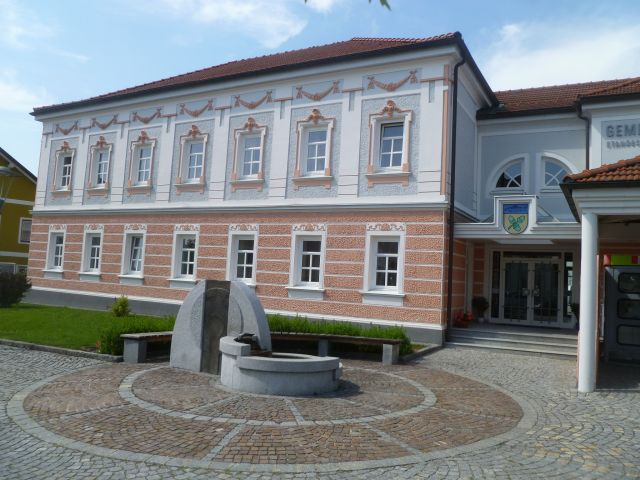
Gemeindeamt

- Mit den Gemeinderats- und Bürgermeisterwahlen in Oberösterreich 2003 hatte der Gemeinderat folgende Verteilung: 11 ÖVP, 5 SPÖ und 3 FPÖ.
- Mit den Gemeinderats- und Bürgermeisterwahlen in Oberösterreich 2009 hatte der Gemeinderat folgende Verteilung: 11 ÖVP, 5 FPÖ und 3 SPÖ.
- Mit den Gemeinderats- und Bürgermeisterwahlen in Oberösterreich 2015 hatte der Gemeinderat folgende Verteilung: 10 ÖVP, 5 FPÖ und 4 SPÖ.
- Mit den Gemeinderats- und Bürgermeisterwahlen in Oberösterreich 2021 hat der Gemeinderat folgende Verteilung: 13 ÖVP, 3 FPÖ, 2 SPÖ und 1 MFG.[8][9]

### Bürgermeister
Bürgermeister seit 1850 waren:
- 1850–1855 Karl Heinrich
- 1855–1861 Joseph Danninger
- 1861–1867 Georg Schwendtbauer
- 1867–1870 Johann Hatzmann
- 1870–1873 Felix Fraunhuber
- 1873–1876 Jakob Hatzmann
- 1876–1885 Felix Fraunhuber
- 1885–1894 Paul Weilbold
- 1894–1900 Johann Raschhofer
- 1900–1903 Josef Höckner
- 1903–1906 Franz Fraunhuber
- 1906–1909 Josef Höckner
- 1909–1912 Josef Maier
- 1912–1919 Josef Langgruber
- 1919–1924 Johann Karl
- 1924–1929 Josef Weilbold
- 1929–1934 Franz Feichtenschlager
- 1934–1942 Josef Augustin
- 1942–1945 Franz Schuh
- 1945–1945 Josef Winkler
- 1945–1949 Johann Manhartsgruber
- 1949–1961 Josef Strasser
- 1961–1973 Anton Wagner
- 1973–1991 Johann Dietrich
- 1991–1997 Johann Dietrich
- 1997–2020 Karl Ehwallner (ÖVP)
- seit 2020 Günther Lengauer (ÖVP)[11]

### Wappen
Das Wappen wurde der Gemeinde 1979 verliehen:
Blasonierung: Unter blauem Schildhaupt, darin eine silberne Bachforelle, in Gold ein grüner, schräglinks gestellter, blätterloser Zweig mit drei Eicheln. Die Gemeindefarben sind Blau-Gelb. Die beiden Wappenbilder beziehen sich auf den schon um die Mitte des 12. Jahrhunderts urkundlich belegten Ortsnamen: ein gefügter -eich-Name mit dem ahd. Personennamen „Huotzo, Uotzo“ bzw. landläufig „Utz“, Kurzname für Ulrich. - Entwurf des Wappens: Kurt Paul, Mehrnbach.

## Persönlichkeiten

### Söhne und Töchter der Gemeinde
- Andreas Angermayer († 1915), Pfarrer, Ehrenbürger von Utzenaich und Taiskirchen
- Josef Doblhofer (1846–1918), Landwirt und Politiker, Mitglied des Abgeordnetenhauses 1897–1911[14]
- Johann Doblhofer (1911–?), nationalsozialistischer Kreisleiter im Kreis St. Pölten